# Thirst Trap: A Corporate Love Story
«Thirst Trap: A Corporate Love Story» (укр. «Пастка для спраглого: корпоративна історія кохання») — четверта серія тридцять п'ятого сезону мультсеріалу «Сімпсони», прем'єра якої відбулась 29 жовтня 2023 року у США на телеканалі «Fox».

## Сюжет
Документальний фільм «Доведений до пиття: історія „LifeBoat“» (англ. «Driven to Drink: The LifeBoat Story») бере інтерв'ю в містера Бернса про Персефону Одер. Роком раніше Персефона розповідала про свою компанію «LifeBoat» (укр. «Рятувальний човен»), яка, на її думку, може змінити світ. «LifeBoat» має на меті виробництво пристроїв для перетворення солоної води на чисту питну.
Далі в документалці показано інтерв'ю Ліси з Персефоною, в якому остання розповідає про свого дідуся, який застряг на рятувальному човні без питної води, поки не помер. Коли Персефона запитує Лісу, чи знає вона мільярдерів, які могли б фінансувати проект, Ліса пропонує містера Бернса. Однак дівчинка рекомендує їй не мати з ним справ. Персефона все одно намагається переконати Бернса профінансувати її проєкт. Після багатьох невдалих спроб їй це вдається, і вони разом починають бізнес.
Бернс передає охолоджувальну башту A Спрінґфілдської АЕС компанії «LifeBoat» і переназначає туди персонал сектору 7-G (включно з Гомером). Усі старі нові працівники отримують спеціальні назви посад. Попри те, що заходи безпеки суворіші й усі мають підписувати угоду про нерозголошення, все здається добре. Коли в Гомера беруть інтерв'ю, він випадково викриває, що Персефона та містер Бернс також одружуються.
Вони стають новою владною парою та потрапляють у центр уваги багатьох новинних видань. Зрештою, спільно виготовлено прототип машини «LifeBoat» і показано раді директорів.
Однак у «LifeBoat» справи почали погіршуватися: робітників звільняли щодня, у співробітників впала в параною щодо порушення угод про нерозповсюдження, навіть професорові Фрінку як головному інженерові машин, не дозволяли зазирнути всередину машин. Згодом, коли Карл надіслав Персефоні електронний лист із деякими проблемами, він зник… Після цього Інтернет перевернув Персефону і «LifeBoat», і Бернс навіть викупив «Twitter», щоб видалити всі ненависні пости про дружину. Врешті-решт, анонімний інформатор розповів, що Карла викрали, оскільки він мав докази того, що машина «LifeBoat» не працює. Після цього на Персефону та компанію почався тиск… Однак, на цьому документальний фільм зупининено, бо виробничу компанію, викупив містер Бернс.
Згодом Кен Бернс зняв інший документальний  «„LifeBoat“: Покинути корабель» (англ. «LifeBoat: Abandon Ship») про проблеми компанії. Коли викривачем виявився Гомер Сімпсон, «LifeBoat» негайно спробувала налаштувати на нього своїх адвокатів. Потім Ліса розповідає, що Гомер отримав анонімне повідомлення про необхідну зустріч. Ліса пішла з татом до лабораторій «LifeBoat», де вони знайшли Карла. Карл розповідає, що його шантажували, щоб таємно працювати над «LifeBoat». Він розповів, що машина не працює належним чином, оскільки вони використовують Jab-а-тоз, хімічну речовину, яка використовується в газованих напоях «Jab». Цим приховували смак солі у воді замість того, щоб видалити її. Тоді Ліса впевнилася, що Персефона — шахрайка.
У Спрінґфілдській початковій школі вперше публічно випробовують машини «LifeBoat». Гомер приходить до школи і намагається переконати містера Бернсом, що Персефона — шахрайка. Бернс усвідомлює, що був засліпленим коханням і насправді ніколи не розумів нічого з того, що казала дружина. Побачивши, як вода вбиває рослину, розуміє, що вони збираються отруїти дітей. На щастя, як Гомер закриває вентиль, вимкнувши фонтани. Бернс і Персефона розлучилися, і Персефона потрапила до в'язниці за свої злочини. Незважаючи на це, Персефона твердить, що не зробила нічого поганого. В інтерв'ю Крістіан Аманпур Персефона знову згадує історію свого дідуся, яка пізніше виявилася брехнею.
У фінальній сцені містер Бернс закінчує своє інтерв'ю з Кену Бернсу і каже, що він завжди може відновитися. Потім він йде до свого офісу, де сумно підстрибує на надувному замку.
У сцені під час титрів Пітер Джексон розповідає, що у нього понад 90 годин розмов «The Beatles» про парасолі.

## Виробництво
Спочатку команда хотіла назвати газованку «Jab» газованкою «Nub», але вирішили, що у світі десь існує реальна газована вода «Nub».

## Культурні відсилання та цікаві факти
- Драматична білка, через яку містер Бернс вирубав ліс, є відсиланням до мему Драматичного бурундука[2].
- У серії кілька разів звучить пісня «Fight Song» Рейчел Платтен[3].
- Містер Бернс і Персефона з'являються на обкладинці журналу «Nintendo Power», де Бернс косплеїть Маріо, а Персефона — принцесу Піч[4].
- Роб Лазебник зробив перевірку, що сцена із сьорбанням супу Бернсом є найдовшою в історії телебачення. Вона триває 16 секунд[5].
- Люди у «Twitter» скаржилися на Персефону, тому Бернс купив для неї соцмережу. Бернс каже, що попередньому власнику «Twitter» довелося продати її після того, як його самокерована ракета до Марса врізалася в Міжнародну космічну станцію, що є відсиланням до Ілона Маска, який 2022 року купив «Twitter», і його компанію самокерованих автомобілів «Tesla»[6].

## Ставлення критиків і глядачів
Під час прем'єри серію переглянули 1,12 млн осіб, з рейтингом 0.3, що зробило її найпопулярнішим шоу на каналі «Fox» тієї ночі.
Реян Мішра з «TheReviewGeek» оцінив серію на чотири з п'яти зірок, сказавши:
|  | Безсумнівно, найкраща цього сезону наразі та одна із найкращих за останні роки, крайня серія «Сімпсонів» привертає вашу увагу, як чудовий трилер, і кидає сатири, як творча робота розумного художника. Розповідь — це чудова мережа тем драми, кохання, зради, багатства та влади. Гомер і Ліса з'являються в другій половині у значних камео. Саме такого епізоду ми очікуємо від серіалу рівня Сімпсонів — сильного, розумного, смішного та наскрізь цікавого. Ми не можемо дочекатися, щоб побачити, що буде далі. |

Джон Шварц із сайту «Bubbleblabber» оцінив серію на 6,5/10, сказавши, що «хай там як, „Сімпсони“ демонструють досить шаблонний сюжет і набридлі головні моменти, загорнуті під вигляд імітаційного документального фільму. Якби жарти були оригінальнішими, я б, мабуть, поставив цьому вищий бал, але, на жаль, це ще одна загальна спроба для молодого сезону шоу».
У лютому 2024 року сценариста серії Роба Лазебника було номіновано на премію Гільдії сценаристів Америки в області анімації 2023 року.
Згідно з голосуванням на сайті The NoHomers Club більшість фанатів оцінили серію на 3/5 із середньою оцінкою 2,83/5.